# لیک پلاسید (نیویورک)
لیک پلاسید(به انگلیسی: Lake Placid)یک روستا در شهرستان اسکس، ایالت نیویورک، آمریکاست که طبق سرشماری سال ۲۰۰۰ جمعیت آن ۲٬۶۳۸ نفر بوده است.
علت شهرت آن بیشتر به خاطر میزبانی بازی‌های المپیک زمستانی ۱۹۸۰ و بازی‌های المپیک زمستانی ۱۹۳۲ بوده است.

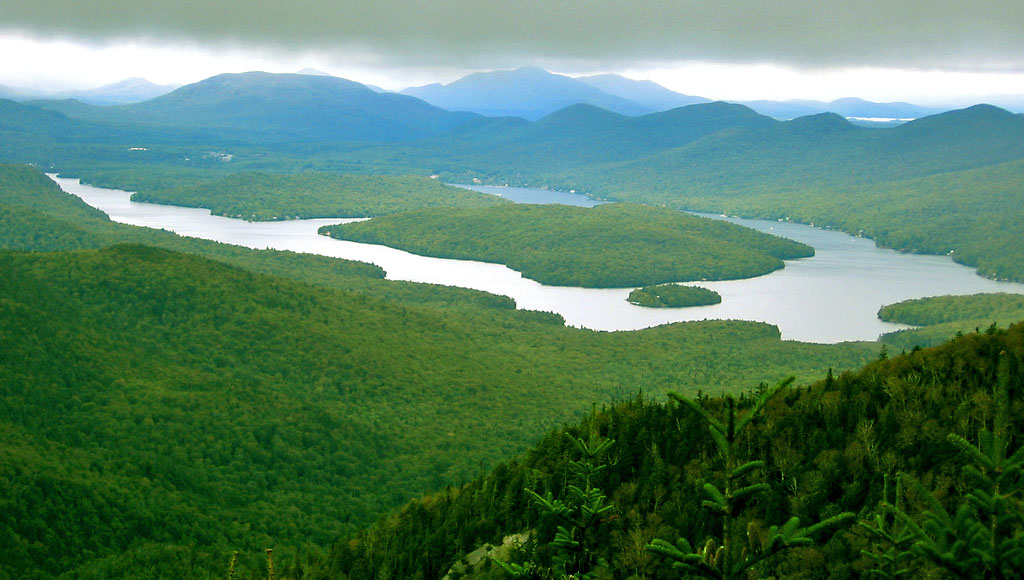